# 米拉河
米拉河（Rio Mira），葡萄牙境内的一条河流，发源于卡尔代朗山北坡，在里斯本以南115公里的米尔丰特什新镇注入大西洋。米拉河呈东南-西北流向，全长145公里。米拉河与萨杜河是葡萄牙主要河流中仅有的两条呈南北流向的河流。